# Cougar Helicopters
Cougar Helicopters — частная вертолётная авиакомпания, работающая в области снабжения разработок морских нефтяных и газовых месторождений у побережья Ньюфаундленда. Штаб-квартира компании находится в городе Сент-Джонс (провинция Ньюфаундленд и Лабрадор), Канада.

## Услуги
В настоящее время компания Cougar Helicopters обслуживает нефте- и газодобывающие платформы, находящиеся в следующих районах:
- месторождение Хайберния
- месторождение Терра-Нова
- месторождение Уайт-Роуз
- месторождение Хеброн-Бен-Невис

## Флот

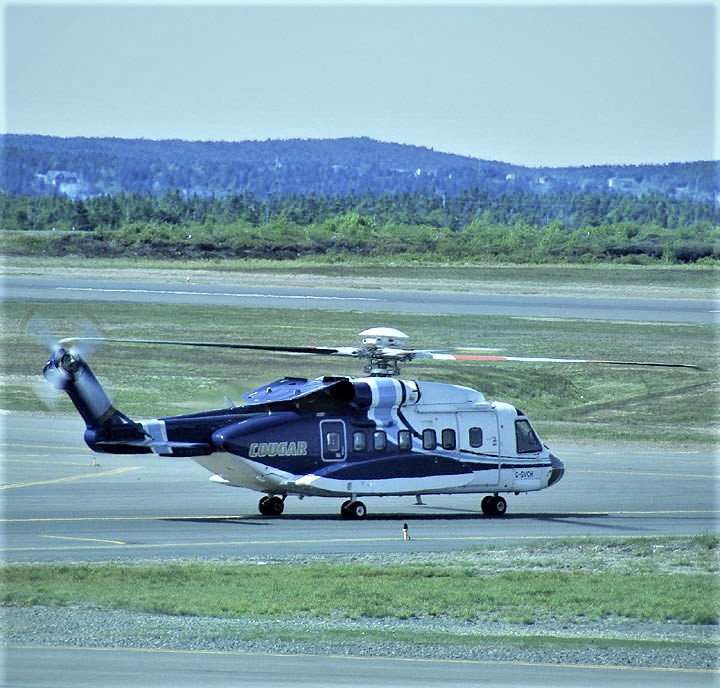
Вертолёт Cougar Helicopters в Сент-Джонсе, Ньюфаундленд и Лабрадор

По состоянию на январь 2010 года воздушный флот авиакомпании Cougar Helicopters составляли следующие вертолёты:
- Sikorsky S-92 — 3 единицы;
- Sikorsky S-61N — 1 единица.

## Авиапроисшествия и несчастные случаи
- 12 марта 2009 года, рейс 91. Вертолёт Sikorsky S-92A следовавший на буровую установку, находившуюся у побережья Ньюфаундленда, потерпел аварию и затонул примерно в 65 км юго-восточнее Сент-Джонса. Из 18 пассажиров и членов экипажа выжил один человек, который был немедленно доставлен в больницу города Сент-Джонс[2].